# Matías Alustiza
Gustavo Matías Alustiza (Azul, Buenos Aires, Argentina; 31 de mayo de 1984) es un futbolista argentino naturalizado mexicano. Juega como delantero en Chacarita Juniors FBC de Azul de la Liga de Fútbol de Azul

## Trayectoria

### Club Atlético Chacarita Juniors
Se inició en la Escuela de Fútbol de Chacarita Juniors de Azul. Hizo inferiores en Santamarina de Tandil, donde hizo su debut en el 2004 y jugó hasta el 2006, año en que fichó por Club Atlético Chacarita Juniors. Allí disputó una positiva temporada, siendo uno de los máximos goleadores del Nacional B.

### Albacete
Tuvo un breve paso por la liga española en el Albacete, y decidió volver a Chacarita Juniors, donde fue una de las figuras en el regreso del club a la Primera División de Argentina.

### Xerez
En el 2010 ficha por el Xerez, equipo con el que no alcanza la continuidad, por lo que vuelve a mediados de junio del 2010 para fichar con Arsenal de Sarandi.

### Deportivo Quito
En el segundo semestre del 2011 llega a Deportivo Quito, donde obtuvo la Serie A de Ecuador, equipo donde se consolidaría y ganaría el apodo de 'El chavo' por sus celebraciones al estilo de El Chavo del 8. Anotó un gol en la final ante Club Sport Emelec. Al siguiente año se consagra como el máximo goleador de la Copa Libertadores 2012 junto con el brasileño Neymar con 8 goles en 8 partidos jugados.

### Club Puebla
A mediados del 2012 fue fichado por el club Puebla de México. Cumplió con las expectativas y sobresalió con el cuadro poblano.

### Club de Fútbol Pachuca
Rumbo al Apertura 2014, es fichado por el Pachuca.

### Club Puebla segunda etapa
Al término de dicho torneo, regresa con el Puebla, equipo con el que se consagra campeón de la Copa MX Clausura 2015, siendo mayor anotador en el club en torneos cortos con 57 goles.

### Atlas Fútbol Club
El 12 de diciembre del 2016, fichó con el Atlas por 1 año.

### Pumas de la UNAM
Para el Clausura 2018 llegó cedido al Club Universidad Nacional, los Pumas.

## Estilo de juego
Un delantero móvil, Alustiza tiene visión, técnica, control de balón, regate y disparo de media distancia. A pesar de su corta estatura, tiene buen remate de cabeza dentro del área rival. Si bien su posición natural al frente es la de un segundo delantero, puede jugar como extremo por las dos bandas y centro delantero mediapunta comandando el ataque.

## Clubes
| Club                      | País      | Año             |
| ------------------------- | --------- | --------------- |
| Santamarina               | Argentina | 2004 – 2006     |
| Chacarita Juniors         | Argentina | 2006 – 2007     |
| Albacete Balompié         | España    | 2008            |
| Chacarita Juniors         | Argentina | 2008–2010       |
| Xerez                     | España    | 2010            |
| Arsenal de Sarandí        | Argentina | 2010–2011       |
| Deportivo Quito           | Ecuador   | 2011–2012       |
| Puebla                    | México    | 2012–2014       |
| Pachuca                   | México    | 2014            |
| Puebla                    | México    | 2015–2016       |
| Atlas de Guadalajara      | México    | 2017            |
| Pumas de la UNAM (Cedido) | México    | 2018            |
| Puebla                    | México    | 2019            |
| Atlético Tucumán          | Argentina | 2020–2021       |
| Santamarina               | Argentina | 2021–2022       |
| Chacarita Juniors Azul    | Argentina | 2023–actualidad |

## Estadísticas
| Club                             | Temporada           | Liga  | Liga  | Copa Nac. | Copa Nac. | Copa Inter. | Copa Inter. | Total | Total |
| Club                             | Temporada           | Part. | Goles | Part.     | Goles     | Part.       | Goles       | Part. | Goles |
| -------------------------------- | ------------------- | ----- | ----- | --------- | --------- | ----------- | ----------- | ----- | ----- |
| Chacarita Juniors Argentina      | 2006/07             | 28    | 18    | -         | -         | -           | -           | 28    | 18    |
| Chacarita Juniors Argentina      | Total               | 28    | 18    | -         | -         | -           | -           | 28    | 18    |
| Albacete · España                | 2007/08             | 16    | 2     | -         | -         | -           | -           | 16    | 2     |
| Albacete · España                | Total               | 16    | 2     | -         | -         | -           | -           | 16    | 2     |
| Chacarita Juniors Argentina      | 2008/09             | 30    | 14    | -         | -         | -           | -           | 30    | 14    |
| Chacarita Juniors Argentina      | 2009                | 13    | 4     | -         | -         | -           | -           | 13    | 4     |
| Chacarita Juniors Argentina      | Total               | 43    | 18    | -         | -         | -           | -           | 43    | 18    |
| Xerez · España                   | 2010                | 11    | 1     | -         | -         | -           | -           | 11    | 1     |
| Xerez · España                   | Total               | 11    | 1     | -         | -         | -           | -           | 11    | 1     |
| Arsenal Argentina                | 2010/11             | 23    | 4     | -         | -         | -           | -           | 23    | 4     |
| Arsenal Argentina                | Total               | 23    | 4     | -         | -         | -           | -           | 23    | 4     |
| Deportivo Quito · Ecuador        | 2011                | 18    | 8     | -         | -         | 2           | 0           | 20    | 8     |
| Deportivo Quito · Ecuador        | 2012                | 11    | 9     | -         | -         | 8           | 9           | 19    | 18    |
| Deportivo Quito · Ecuador        | Total               | 29    | 17    | -         | -         | 10          | 9           | 39    | 26    |
| Puebla F. C. · México            | 2012-13             | 32    | 8     | 7         | 7         | -           | -           | 39    | 15    |
| Puebla F. C. · México            | 2013-14             | 31    | 10    | -         | -         | -           | -           | 31    | 10    |
| Puebla F. C. · México            | 2014-15             | 16    | 9     | 4         | 2         | -           | -           | 20    | 11    |
| Puebla F. C. · México            | 2015-16             | 15    | 8     | -         | -         | 2           | 2           | 17    | 10    |
| Puebla F. C. · México            | 2016-17             | 27    | 10    | 5         | 1         | -           | -           | 32    | 11    |
| Puebla F. C. · México            | 2019                | 13    | 4     | 2         | 3         | -           | -           | 15    | 7     |
| Puebla F. C. · México            | 2019-20             | 8     | 2     | 2         | 0         | -           | -           | 10    | 2     |
| Puebla F. C. · México            | Total               | 142   | 51    | 20        | 13        | 2           | 2           | 164   | 66    |
| C. F. Pachuca · México           | 2014                | 14    | 5     | -         | -         | 1           | 0           | 15    | 5     |
| C. F. Pachuca · México           | Total               | 14    | 5     | -         | -         | 1           | 0           | 15    | 5     |
| Atlas F. C. · México             | 2016/17             | 23    | 13    | 1         | 0         | -           | -           | 24    | 13    |
| Atlas F. C. · México             | Total               | 23    | 13    | 1         | 0         | 0           | 0           | 24    | 13    |
| C. Universidad Nacional · México | 2017-18             | 18    | 5     | 3         | 1         | -           | -           | 21    | 6     |
| C. Universidad Nacional · México | 2018-19             | 20    | 4     | 6         | 4         | -           | -           | 26    | 8     |
| C. Universidad Nacional · México | Total               | 38    | 9     | 9         | 5         | 0           | 0           | 47    | 14    |
| Atlético Tucumán Argentina       | 2019-2021           | 5     | 0     | 10        | 3         | 2           | 0           | 17    | 3     |
| Atlético Tucumán Argentina       | Total               | 5     | 0     | 10        | 3         | 2           | 0           | 17    | 3     |
| Total en su carrera              | Total en su carrera | 372   | 138   | 40        | 21        | 13          | 8           | 425   | 170   |

## Palmarés

### Títulos nacionales
| Título             | Club             | País      | Año     |
| ------------------ | ---------------- | --------- | ------- |
| Torneo Argentino B | C.B. Santamarina | Argentina | 2005/06 |
| Serie A de Ecuador | S.D. Quito       | Ecuador   | 2011    |
| Copa MX            | C.F. Puebla      | México    | 2015    |
| Supercopa MX       | C.F. Puebla      | México    | 2014/15 |

### Distinciones individuales
| Distinción                                        | Año  |
| ------------------------------------------------- | ---- |
| Máximo goleador de la Copa Libertadores (8 goles) | 2012 |
| Subcampeón de goleo de la Copa MX (7 goles)       | 2013 |
| Once Ideal de la Liga MX Clausura 2015            | 2015 |